# Бобенхайм-Роксхайм
Бобенхайм-Роксхайм (нем. Bobenheim-Roxheim) — община в Германии, в земле Рейнланд-Пфальц. 
Входит в состав района Рейн-Пфальц.  Население составляет 9878 человек (на 31 декабря 2010 года). Занимает площадь 20,45 км².